# IC 4536
IC 4536 је спирална галаксија у сазвјежђу Вага која се налази на листи објеката дубоког неба у Индекс каталогу.
Деклинација објекта је - 18° 8' 15" а ректасцензија 15h 13m 17,3s. Привидна величина (магнитуда) објекта IC 4536 износи 13,1 а фотографска магнитуда 13,7. Налази се на удаљености од 33,4 милиона парсека од Сунца. IC 4536 је још познат и под ознакама ESO 581-24, MCG -3-39-2, UGCA 401, IRAS 15104-1756, PGC 54324.